# Metro Toronto Convention Centre

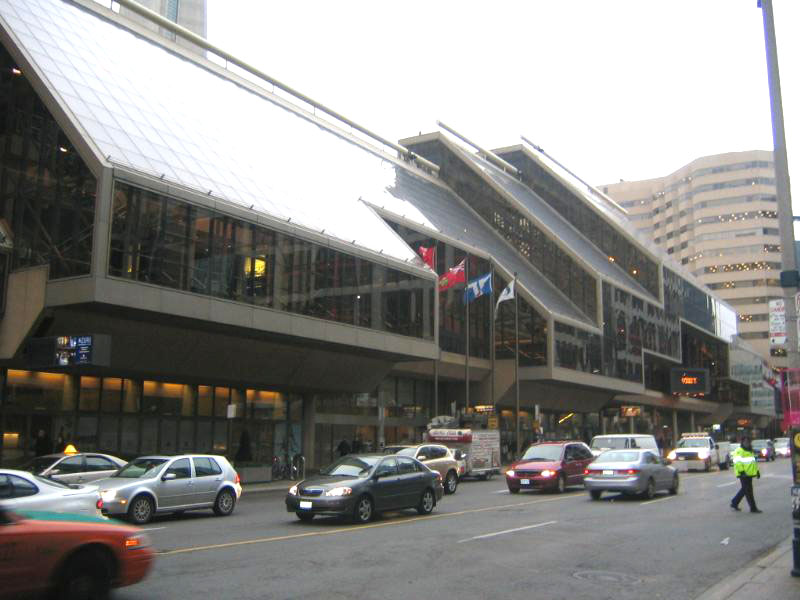
Metro Toronto Convention Centre

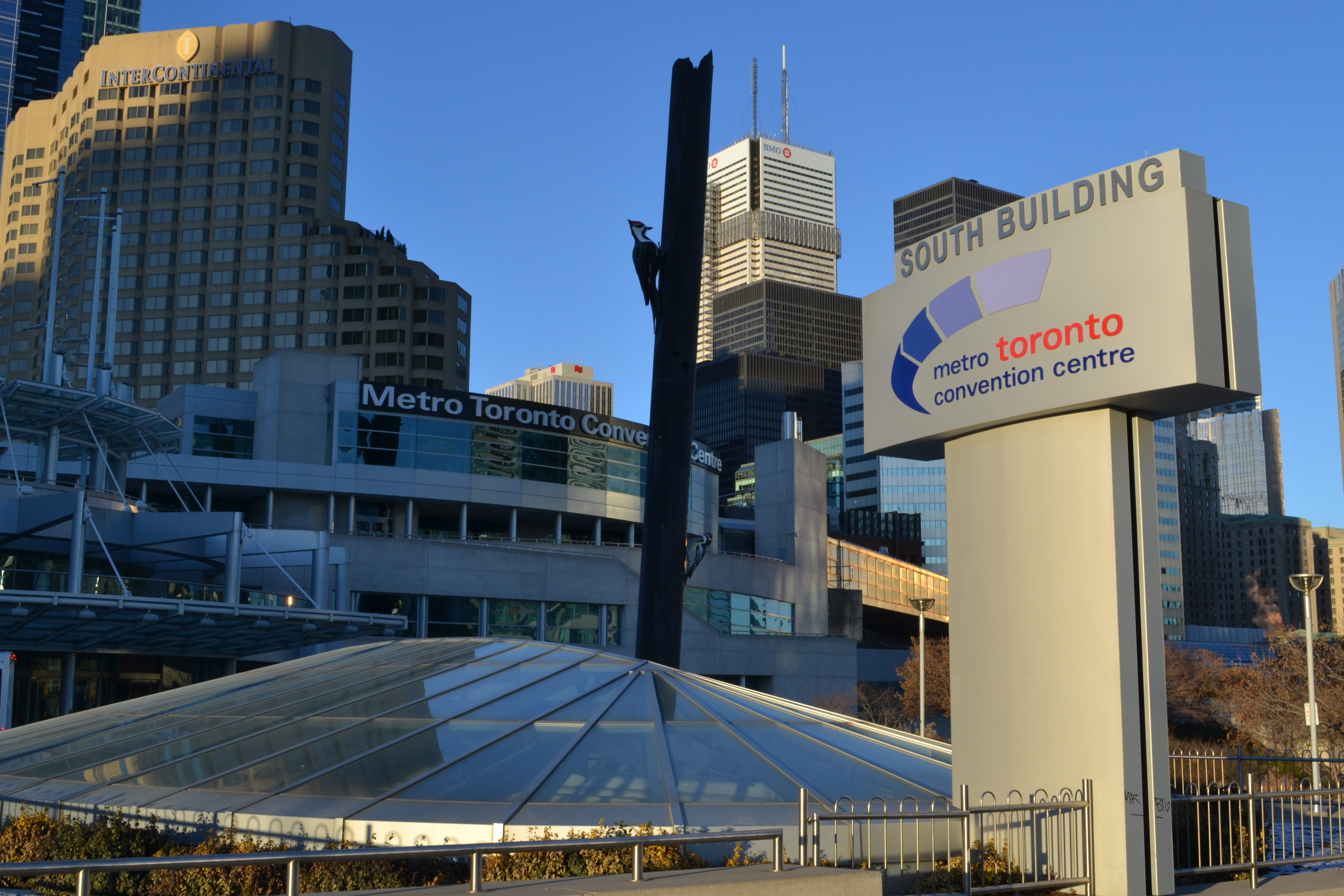
Metro Toronto Convention Centre

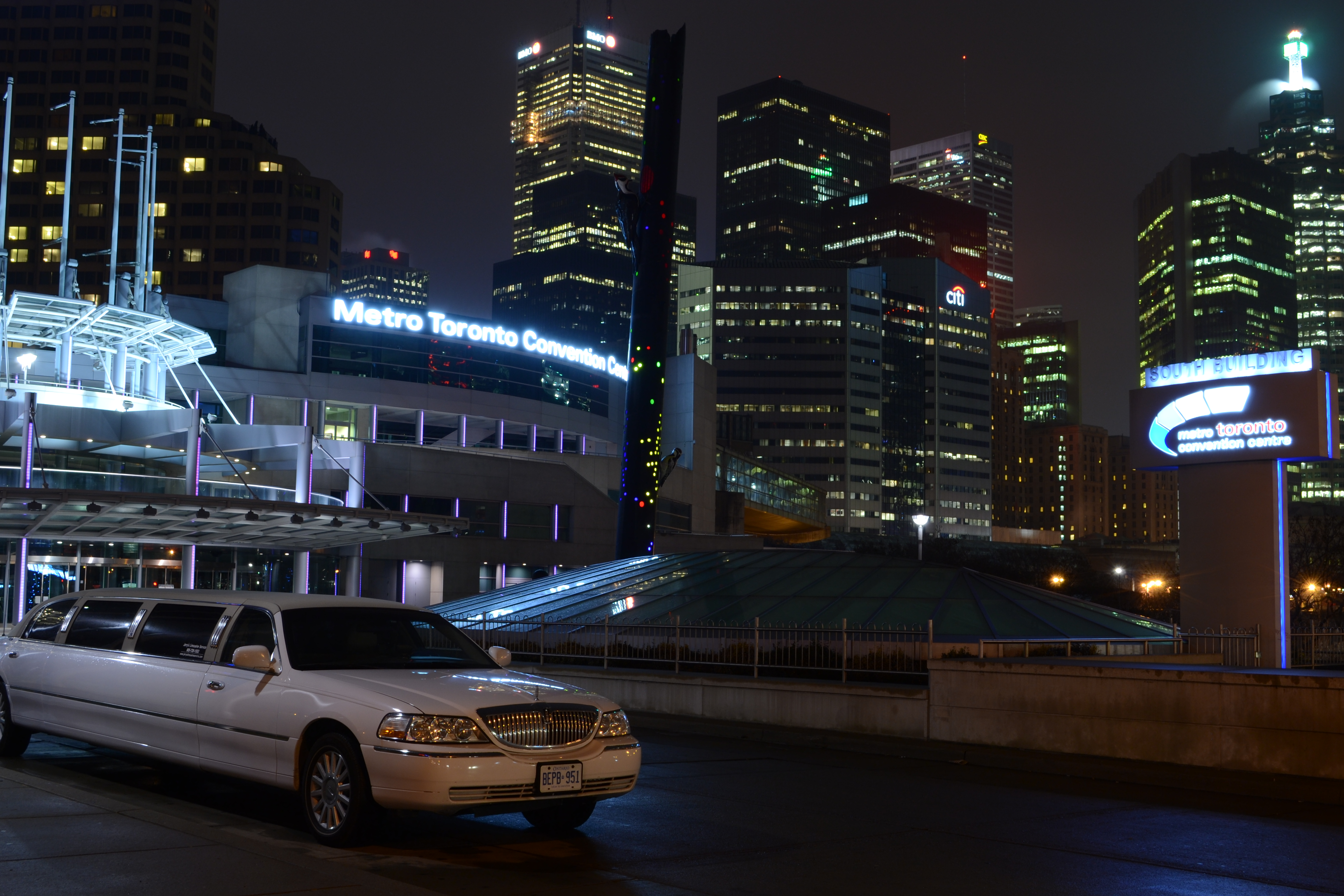
Metro Toronto Convention Centre

Das Metro Toronto Convention Centre ist ein Messe- und Veranstaltungszentrum in der kanadischen Millionenstadt Toronto. Das in der südlichen Innenstadt gelegene Zentrum in der Front Street wurde im Oktober 1984 fertiggestellt und bietet eine Gesamtfläche von 56.000 m² (600.000 square feet). Die Ausstellungsfläche ist 43.000 m² (460.000 square feet) groß und bietet neben zwei Ballsälen insgesamt 64 Konferenzsäle. Teil des Convention Centre ist das 1330 Sitze fassende John Bassett Theatre. Bei großen Veranstaltungen wird das benachbarte Rogers Centre für die Austragung ebenfalls genutzt. 
Zum Metro Toronto Convention Centre gehört ein 78 Meter hohes Hotelgebäude und das 15-stöckige CN Building. Mit der Union Station ist das Zentrum über eine Fußgängerbrücke verbunden. Im Zentrum fanden internationale und große Veranstaltungen statt, wie die G7-Konferenz 1988, das NHL Entry Draft 1985 oder die XVI Internationale AIDS-Konferenz 2006. Darüber hinaus werden regelmäßig Fernsehproduktionen im Convention Centre aufgenommen.
Zwischen dem 26. bis zum 27. Juni 2010 fand im Metro Toronto Convention Centre der G20-Gipfel statt. Dort fanden sich die Vertreter der zwanzig wichtigsten Industrie- und Schwellenländer, u. a. die Vereinigten Staaten, Japan, Kanada, Vereinigtes Königreich, Volksrepublik China, Deutschland, die Europäische Union, Frankreich, Australien, Brasilien, Türkei zusammen. 